# Державність
Державність — специфічна ознака державно-політичної організації суспільства. 

## Тлумачення
Термін має багато значень і вживається:
а) як синонім держави в цілому чи держави відповідного історичного типу (феодальна держава, буржуазна держава тощо);

б) для характеристики системи (механізму) політичної організації суспільства;

в) з метою визначення ступеня розвитку системи органів держави (державного апарату);

## Статус
Характер державності обумовлений обсягом суверенітету тієї або іншої держави. 

## В Україні
В Україні головними факторами суверенної держави є специфічні форми державної політичної організації суспільства (форми правління, державного устрою, організації державної влади), державні традиції, ідеологія, державна мова, державна символіка). З цими факторами пов'язаний суспільний і політично-правовий зміст державності, як засобу забезпечення суверенного розвитку України.